# Jan Pronk (Politiker)

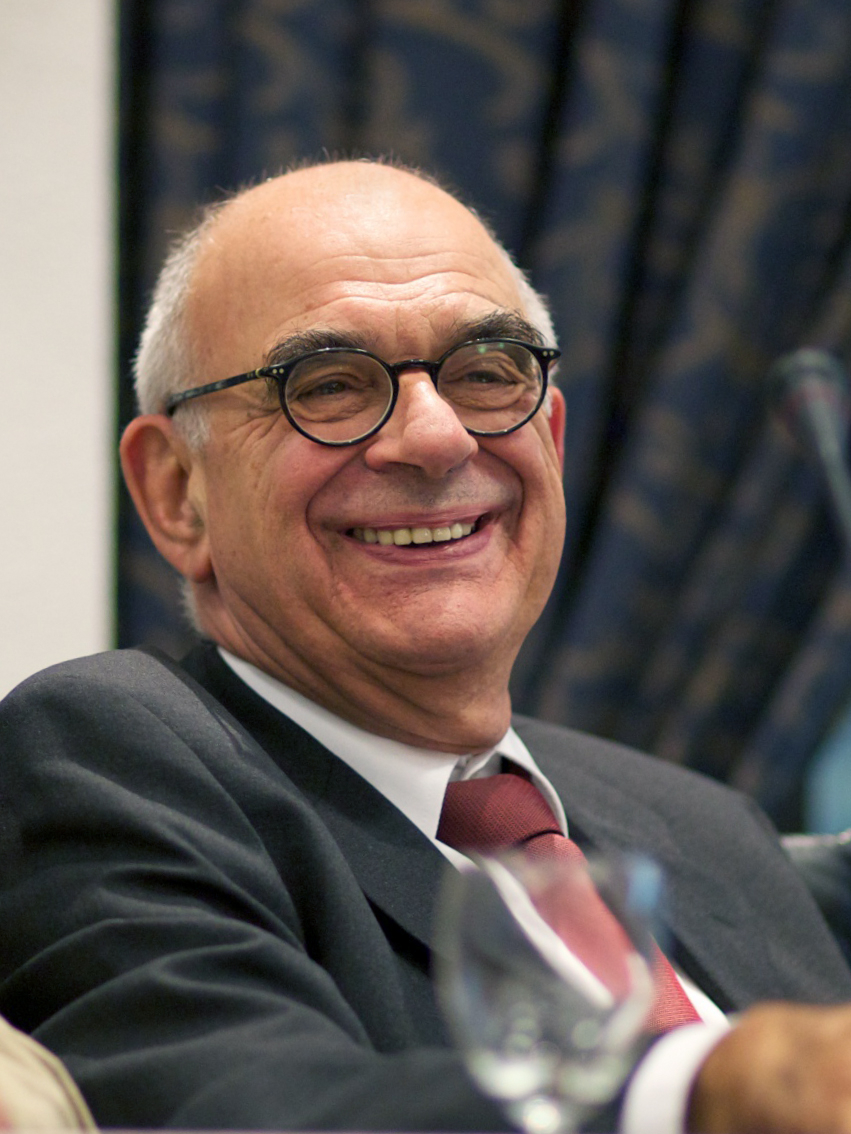
Jan Pronk (2010)

Johannes Pieter (Jan) Pronk (* 16. März 1940 in Scheveningen (Den Haag)) ist ein niederländischer Politiker und Diplomat. Er war von Juni 2004 bis Juli 2007 Sonderbeauftragter des UN-Generalsekretärs Kofi Annan für den Sudan.

## Wissenschaftliche Laufbahn
Pronk schloss 1964 sein Studium der Wirtschaftswissenschaften am NEI (Nederlands Economische Instituut), einem Wirtschaftsinstitut  der Erasmus-Universität Rotterdam, ab. Von 1965 bis 1971 hielt er dort und am SSI (Institute of Social Studies – Institut für Gesellschaftsstudien) in Den Haag selbst Vorlesungen. Weiterhin war er von 1979 bis 1980 Professor am SSI und übernahm 1989 den von der Wiardi-Beckman-Stiftung gestifteten Den Uyl Lehrstuhl an der Universität Amsterdam.

## Politische Laufbahn

### Niederlande

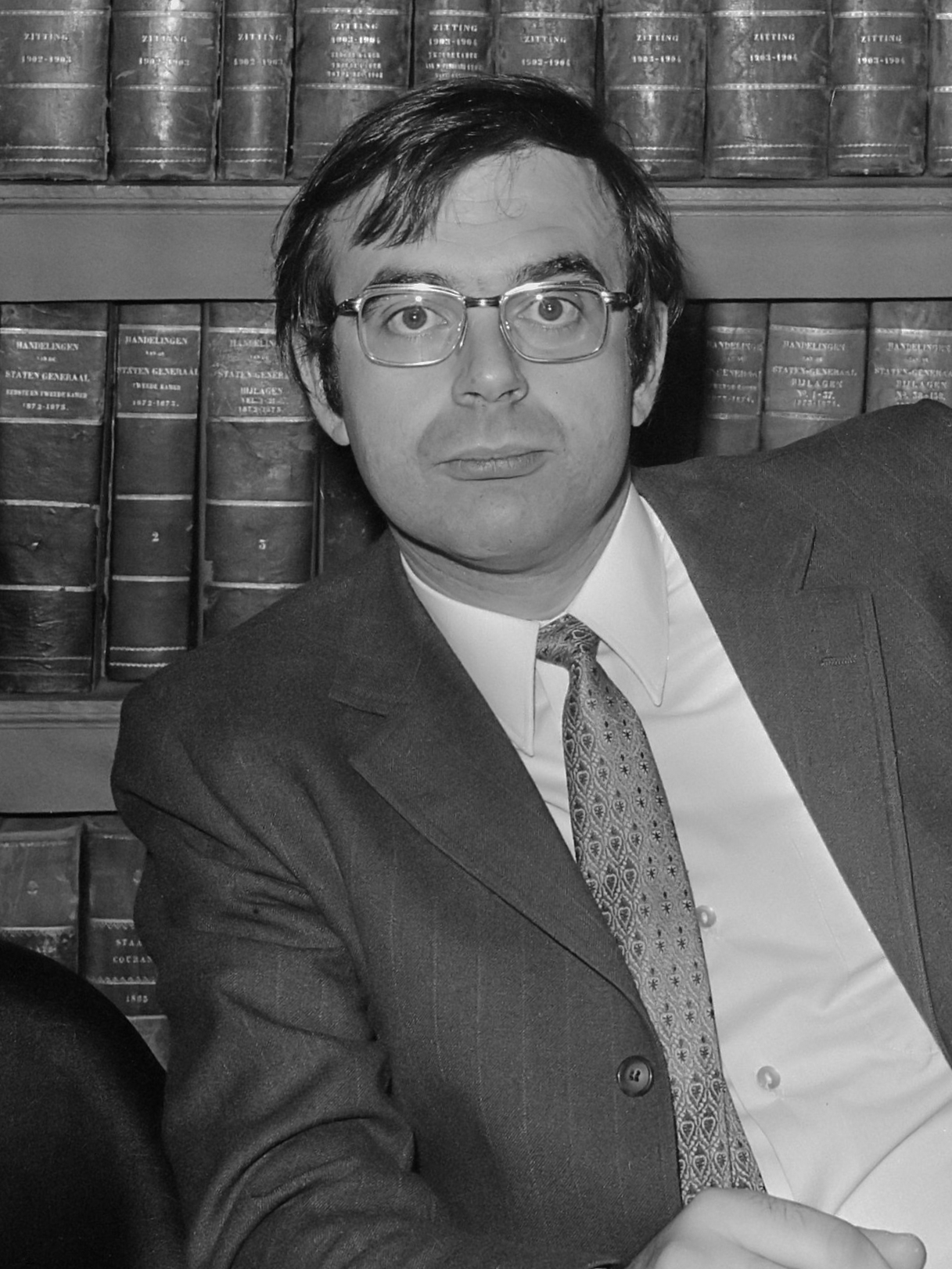
Jan Pronk (1972)

Dreimal von 1971 bis 1973, von 1978 bis 1980 sowie erneut von 1986 bis 1989 war Pronk Vorsitzender der Arbeiterpartei Partij van de Arbeid (PvdA) in der „Zweiten Kammer“ des Parlaments. Dazwischen war er von 1973 bis 1977 Minister für Entwicklungszusammenarbeit in der Regierung Joop den Uyl. Diese Position hatte er auch von 1989 bis 1994 im dritten Kabinett von Ruud Lubbers sowie in der ersten Regierung von Wim Kok (1994–1998) inne. In dessen zweiter Regierungszeit erhielt er das Amt für Wohnungsbau, Raumordnung und Umwelt von 1998 bis 2002.

### Vereinte Nationen
1980 bis 1985 war Pronk Stellvertretender Generalsekretär der Konferenz der Vereinten Nationen für Handel und Entwicklung (UNCTAD), danach bis 1986 Beigeordneter Generalsekretär der Vereinten Nationen.
Im Juli 2001 war er Vorsitzender der 6. Tagung der Konferenz der Vertragsparteien zum Rahmenübereinkommen der Vereinten Nationen über Klimaänderungen in Bonn, wo er durch harten persönlichen Einsatz eine Einigung zum Kyoto-Protokoll sicherstellte, wofür er vom US-Unternehmerrat für umweltverträgliche Energie (U.S. Business Council for Sustainable Energy) mit dem Climate e-Award ausgezeichnet wurde.
2002 beauftragt ihn UN-Generalsekretär Kofi Annan als Sonderbotschafter für Weltgipfel für nachhaltige Entwicklung (WSSD) in Johannesburg, wo er Diskussionen zu den Themen Wasser, Hygiene, Umwelt und Biodiversität moderiert. Im März 2003 wurde Pronk zum neuen Vorsitzenden des Rates für Zusammenarbeit auf dem Gebiet der Wasserversorgung und Abwasserentsorgung (WSSCC) ernannt, im Dezember des Jahres trat er die Nachfolge von Richard Jolly beim ersten WASH Global Forum in Dakar/Senegal an.
Am 18. Juni 2004 ernannte Kofi Annan ihn zum UN-Sonderbeauftragten für den Sudan.

### Weiteres
Pronk war auch Schatzmeister der Brandt-Kommission, Minister in der Kommission Mansholt (1972–1973) und Mitglied der Redaktion von The International Spectator. Seit dem 1. Januar 2008 ist er Vorsitzender des Interkerkelijk Vredesberaad (IKV), eine niederländische interkirchliche Friedensbewegung.